# Luise Algenstaedt
Luise Auguste Johanna Marie Algenstaedt, mitunter fälschlich Algenstädt (* 8. Mai 1861 in Wattmannshagen; † 26. Mai 1947 in Güstrow) war eine Diakonisse und deutsche Schriftstellerin. Sie schrieb auch unter dem Pseudonym Ludwig Annshagen oder Luise Annshagen.

## Leben
Luise Algenstaedt wuchs in einem evangelischen Pfarrhaus auf. Sie wurde als zehntes und letztes Kind des Pastors Heinrich (Johann Hermann) Algenstaedt (1808–1891) und dessen Ehefrau Dora Friederike Luise Marie, geb. Hofe (1827–1897), geboren. Ihr älterer Bruder Wilhelm (1855–1899) war Pädagoge und seit 1884 Gymnasiallehrer in Bad Doberan. Im Gegensatz zu ihren Brüdern besuchte sie keine öffentliche Schule. Sie erhielt ihre Schulausbildung zunächst durch ihren Vater, früher Rektor, und danach durch ihre älteren Schwestern. Mit 17 Jahren begann sie eine intensive Musikausbildung am Kullakschen Konservatorium in Berlin. Sie war musisch sehr begabt und interessiert. Auf Wunsch ihrer Eltern, die sie nach Ende der Ausbildung mit 21 Jahren noch zu jung für eine Tätigkeit als selbstständige Musiklehrern hielten, wurde sie Hauswirtschaftsschülerin auf einem Gut in Mecklenburg. Mit 25 Jahren ab 1886 führte sie neun Jahre lang den Pfarrhaushalt ihres ältesten und unverheirateten Bruders in Reinshagen bei Rostock. In dieser Zeit begann sie auch schriftstellerisch zu arbeiten und hatte bereits erste Veröffentlichungen. Danach unternahm sie einen Versuch, als private Musiklehrerin Fuß zu fassen. Da diese Tätigkeit nicht von ihr wirtschaftlich gestaltet werden konnte, fasste sie 1896 den Entschluss, ihren „Lebenslauf durch praktische Arbeit“ zu finden. Mit 35 Jahren und damit recht spät trat sie dem Stift Bethlehem als Diakonissen-Schülerin bei. Sie durchlief die Krankenstationen und mehrere Ausbildungskrankenhäuser in Norddeutschland. Ihre berufliche Erfüllung in der pflegerischen Arbeit, wie diese vom Stift erwartet und organisiert war, fand Luise Algenstaedt allerdings nicht. Deshalb beendete sie 1899 in Teterow ihre Diakonissenzeit aus familiären Gründen, aber auch und vor allem wegen der unbefriedigenden Schwesternrolle im Diakoniewesen.
Luise Algenstaedt zog zu ihrer Schwester Elisabeth nach Rostock. Zwischen 1906 und 1910 wohnten beide in Gehlsdorf – im ländlichen Umland der Stadt. Danach lebte sie bis 1933 in Ribnitz und führte dort wieder den Haushalt ihres Bruders Friedrich, bis dieser dort starb. Da die Ersparnisse von Luise Algenstaedt in den späten 20er Jahren durch die Inflation weitgehend verloren gegangen waren, verkaufte sie das in Ribnitz von ihrem Bruder geerbte Haus und zog erneut zu ihrer Schwester nach Rostock.
Hier erlebten beide den Aufstieg der Nationalsozialisten und die Verfolgung der Juden, die mit ihrem christlichen Weltbild und dem Wissen um die jüdische Lebensart unvereinbar war. Die Kriegszeit mit Evakuierungen nach Güstrow überstanden die beiden Schwestern, mussten aber 1945 direkt mit der Besetzung von Rostock durch die sowjetischen Truppen 1945 ihre Wohnung mit der kompletten Einrichtung verlassen. Von da an verschlechterten sich die Wohn- und Lebensverhältnisse der Schwestern weiter erheblich. Am 26. Mai 1947 verstarb Luise Algenstaedt in Güstrow weitgehend vereinsamt. Sie wurde in Wattmannshagen beerdigt.

## Die Schriftstellerin
Luise Algenstaedt war Anfang des 20. Jahrhunderts eine gern gelesene Autorin mit vielen Veröffentlichungen. Zunächst erschienen Gedichte und Novellen in verschiedenen Zeitschriften. 1902 wurde ihr erster Roman „Quellsucher“ in der damals bekannten Zeitschrift „Daheim“ abgedruckt. Bis 1912 folgten zahlreiche Novellen, Erzählungen und Romane von ihr. Dabei verarbeitete Luise Algenstaedt viel Autobiografisches aus ihrer Jugend auf dem Lande und in der eigenen Pastorenfamilie: Die Jungen konnten studieren und die Mädchen hatten nur wenige berufliche Perspektiven. Sie klagte nicht an, sondern erzählte darüber in ihren Werken in der ihr eigenen Art. Bereits 1894 erschien „Weibliche Schranken“ und 1909 folgte „Von Amts wegen“. In diesem Roman zeichnet Luise Algenstaedt den ersten Lebensabschnitt der Pastorentochter Ruth nach. Sie zeigt, wie die Zeit des Heranwachsens von Ruth durch die Ansprüche der Brüder und vom traditionellen Selbstverständnis der Männerwelt in der Landgemeinde dominiert wird. Ruth spürt diese Unterschiede und im Gegensatz dazu, ihre vorgeprägte weibliche Rolle, in die sie sich nur schwer hineinfindet, oft zu Lasten eigener Wünsche und Erwartungen.
Luise Algenstaedt hat durch ihre schriftstellerische Arbeit literarisch ein gegenüber der damaligen Zeit sehr eigenständiges Frauenbild verfolgt. Dazu gehörte die Suche nach Selbstverwirklichung und erfüllender Berufstätigkeit für Frauen. Sie macht in ihren Geschichten die begrenzten Möglichkeiten von Frauen nach der Jahrhundertwende deutlich, sich mit beruflicher Unabhängigkeit und gesellschaftlicher Anerkennung im Leben durchzusetzen. Ihre weiblichen Figuren scheitern vielfach oder fügen sich im Laufe der Zeit in die Erwartungen in ihrem familiären Umfeld oder der Gesellschaft.
Ein sehr großer Erfolg mit zahlreichen Neuauflagen war „Frei zum Dienst! Eine Diakonissengeschichte“ (1903), auch ins Niederländische übersetzt. Mit dieser – auch autobiografisch geprägten – Veröffentlichung löste Algenstaedt eine vielfältige und kontroverse Diskussion über das Diakonissenwesen im Krankenhausbetrieb aus. Auf Anraten ihres Verlegers erschien die erste Auflage unter männlichem Pseudonym. Luise Algenstaedt bereute dies jedoch bald; die weiteren Auflagen ab 1905 erschienen unter ihrem vollen Namen. Im gleichen Jahr folgten „Skizzen aus dem Schwesternleben“.
In der Folgezeit waren die schriftstellerischen Interessen von Luise Algenstaedt sehr unterschiedlich. Einerseits ging es ihr darum, die ländliche Umwelt und die Lebensart in Mecklenburg in Novellen und Skizzen zu verarbeiten (1904 / 1907), ohne im reinen Heimatcharakter stecken zu bleiben. Andererseits war es ungewöhnlich, dass eine Romanautorin das christliche und jüdische Leben in ihren Erzählungen – mit viel Toleranz und Wissen zum Gegenstand machte. Ihre Romane „Allzeit Fremde“ (1905) und „Ums Land der Väter“ sowie „Die große Sehnsucht“ (Jüdische Novellen, 1910) sind dafür Beispiele.
Luise Algenstaedt verstand es, stets sehr prägnant und einfühlsam zu schreiben und zu beschreiben. Sie war eine besonders gute Beobachterin der Menschen und Traditionen in ihrer mecklenburgischen Heimat sowie der Natur zwischen Land und Meer. Ganz selbstverständlich gehört hier die protestantisch gelebte Religion auf dem Lande mit der Pfarrgemeinde im Mittelpunkt dazu.
Tragisch ist es, dass Algenstaedt – trotz der Vielfalt und Erfolge ihrer schriftstellerischen Arbeit – zeitlebens über wenig Geld verfügte und deshalb nur sehr bescheiden leben konnte. Immer wieder stellte sie sich als Jüngste auch in den Dienst ihrer Familie, beispielsweise pflegte sie ihre Eltern. Es gelang ihr nicht, ihr eigenes Leben wirtschaftlich unabhängig zu gestalten.
Im Kriegsjahr 1916 wandte sie sich an die Deutsche Schillerstiftung mit der Bitte um finanzielle Unterstützung. „Mein Einkommen [ist] so ein geringes …, daß es nach dem Urteil von Standesgenossinnen ‚unmöglich‘ ist davon zu leben. In Wirklichkeit ‚lebe‘ ich zwar davon, jedoch nur unter stetem Verbrauch von meinen Ersparnissen.“ Algenstaedts Jahreseinkommen betrug nach ihren Angaben über mehrere Jahre kaum mehr als 850 Mark. Die Schillerstiftung stimmte einer finanziellen Förderung Algenstaedts zu und unterstützte sie in den folgenden Jahren mit insgesamt 2700 Mark.

## Werke
- Weibliche Schranken. (1894)[3]
- Quellsucher. Roman. Bahn, Schwerin 1902.
- Frei zum Dienst! Eine Diakonissengeschichte. Bredt, Leipzig 1903. (Digitalisat 7. Aufl. 1905)
- Kraut und Unkraut vom Heimatboden. Novellen und Skizzen. Bahn, Schwerin 1904.
- Was die Erde gab. Roman. Janke, Berlin 1904.
- Allzeit Fremde. Roman. Baahn, Schwerin 1905.
- Der Reisepaß. Eine Hofgeschichte. Um die Ehre. 3 Novellen. Turm-Verlag, Leipzig 1905.
- Skizzen aus dem Schwesternleben. Bahn, Schwerin 1905.
- Unsere Art. Bilder vom Mecklenburger Land und Strand. Amelang, Leipzig 1907. (Digitalisat)
- Von Amts wegen. Wismar 1909.
- Die große Sehnsucht. Jüdische Novelle. Grunow, Leipzig 1910.
- Frau Rübezahl und andere Novellen. Reclam, Leipzig 1910.
- Der steinerne Fluch. Wem die Ehre? 2 Erzählungen. Bahn, Schwerin 1910.
- Ums Land der Väter. Roman. Runge, Berlin 1912.
- Batseba: Ein Drama. Leopold Lehmann. (1920)[4]